# Oldroydiana stenogastrus
Oldroydiana stenogastrus là một loài ruồi trong họ Asilidae. Oldroydiana stenogastrus được Loew miêu tả năm 1871.